# Kim Jong-chul
Kim Jong-chul, ibland stavat Kim Jong Chol, född 25 september 1981, är son till Nordkoreas förre högsta ledare Kim Jong-il (1941/42-2011). Hans yngre bror är Kim Jong-un, nu Nordkoreas ledare. Jong-chuls äldre halvbror var Kim Jong-nam, som mördades i februari 2017.
År 2007 utnämndes Jong-chul till vice chef för en avdelning inom Koreas arbetarparti. I januari 2009 rapporterades det dock om att Kim Jong-il hade utsett sin yngste son Kim Jong-un till sin efterträdare, och det blev också Kim Jong-un som efterträdde sin far 2011.